# ダルビニンクー・ジョディス (トロント)
『ダルビニンクー・ジョディス』（リトアニア語: Darbininkų žodis）は、カナダに住むリトアニア人労働者の隔週刊紙。1932年9月から1936年11月までトロントで発行された。編集長はヨナス・イーラ。1936年、『リャウディエス・バルサス』に名称変更。